# Daltonia composita
Daltonia composita là một loài rêu trong họ Daltoniaceae. Loài này được Hedw. Arn. mô tả khoa học đầu tiên năm 1827.